# T3 (túnel de vento hipersônico)
O T3 é um túnel de vento hipersônico do Instituto de Estudos Avançados (IEAv) da Força Aérea Brasileira. O T3 é o maior túnel de vento hipersônico da América Latina. O túnel é capaz de produzir fluxo de ar em velocidades de até 25 vezes a velocidade do som (número de Mach 25). Foi totalmente construído pelo IEAv com tecnologia nacional. O túnel é usado pela Força Aérea Brasileira e pela Agência Espacial Brasileira em seus projetos avançados.